# Plutodes cyclaria
Plutodes cyclaria är en fjärilsart som beskrevs av Achille Guenée 1858. Plutodes cyclaria ingår i släktet Plutodes och familjen mätare. Inga underarter finns listade i Catalogue of Life.